# Глхатун

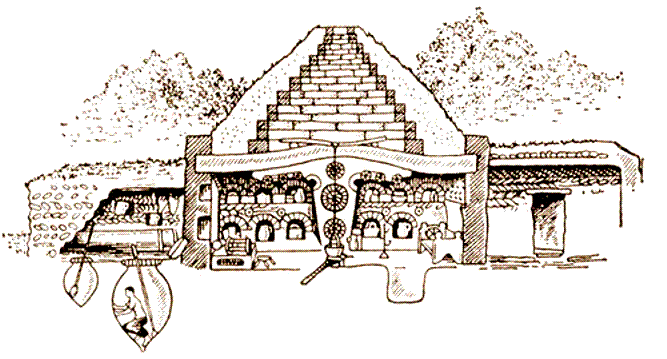
Глхатун в срезе

Глхатун (арм. Գլխատուն) — традиционное армянское национальное жилище, распространённое вплоть до XIX века.

## История
Глхатун представляет собой квадратное в плане наземное или полуподземное сооружение без окон со стенами из дикого камня и с пирамидально-венценосным перекрытием, опирающимся на внутренний столбовой каркас, с дымоходом в центре. Впервые описание прототипа жилища в своей работе «Анабасис» дал Ксенофонт, побывавший в регионе во время похода греков. Говоря об увиденном, он отмечает, что: 
Дома здесь были подземные, с верхним отверстием наподобие отверстия колодца, но широким внизу. Впуски для скотины были вырыты в земле, а люди спускались вниз по лестнице
Традиционное перекрытие глхатуна — азарашен, в зависимости от региона получало различные решения. В одних районах исторической Армении жилая и хозяйственная части глхатуна помещались под одной крышей, а в других, более тёплых, — раздельно. Освещение жилища шло через отверстие дымохода (ердик), расположенное в потолке сооружения, в помещении имелась вмазанная в пол глиняная печь — тонир, и стенной камин — бухари. Для западных армян была характерна отделённая от помещения для скота толстой стеной-перегородкой гоми-ода — парадная комната для приема гостей, мужских собраний и др.
 Форма глхатуна армянскими зодчими бралась за основу при строительстве культовых зданий, в частности церковных притворов (гавитов).